# Rozenita
La rozenita és un mineral sulfat de ferro poc comú, amb fórmula química Fe²⁺(SO₄)(H₂O)₄. Pertany i dona nom al grup de la rozenita.
Es presenta com mineral secundari, que es forma sota humitat baixa a menys de 21 °C com a alternativa sense coure al mineral melanterita el qual és una alteració post mina de la pirita i la marcassita. També es presenta la rozenita en sediments lacustres i dipòsits de carbó. Els minerals associats inclouen la melanterita, epsomita, jarosita, guix, sofre, pirita, marcassita i la limonita.
Segons la classificació de Nickel-Strunz, la rozenita pertany a «07.CB: Sulfats (selenats, etc.) sense anions addicionals, amb H₂O, amb cations de mida mitjana» juntament amb els següents minerals: dwornikita, gunningita, kieserita, poitevinita, szmikita, szomolnokita, cobaltkieserita, sanderita, bonattita, aplowita, boyleita, ilesita, starkeyita, drobecita, cranswickita, calcantita, jôkokuita, pentahidrita, sideròtil, bianchita, chvaleticeita, ferrohexahidrita, hexahidrita, moorhouseita, nickelhexahidrita, retgersita, bieberita, boothita, mal·lardita, melanterita, zincmelanterita, alpersita, epsomita, goslarita, morenosita, alunògen, meta-alunògen, aluminocoquimbita, coquimbita, paracoquimbita, rhomboclasa, kornelita, quenstedtita, lausenita, lishizhenita, römerita, ransomita, apjohnita, bilinita, dietrichita, halotriquita, pickeringita, redingtonita, wupatkiita i meridianiïta.
Va ser descrita per primera vegada el 1960 a les Munyanyes Ornak, a les Muntanyes Tatra occidentals, Małopolskie, Polònia. Reben el nom del mineralòleg polonès Zygmunt Rozen (1874–1936).